# Historia de Camerún

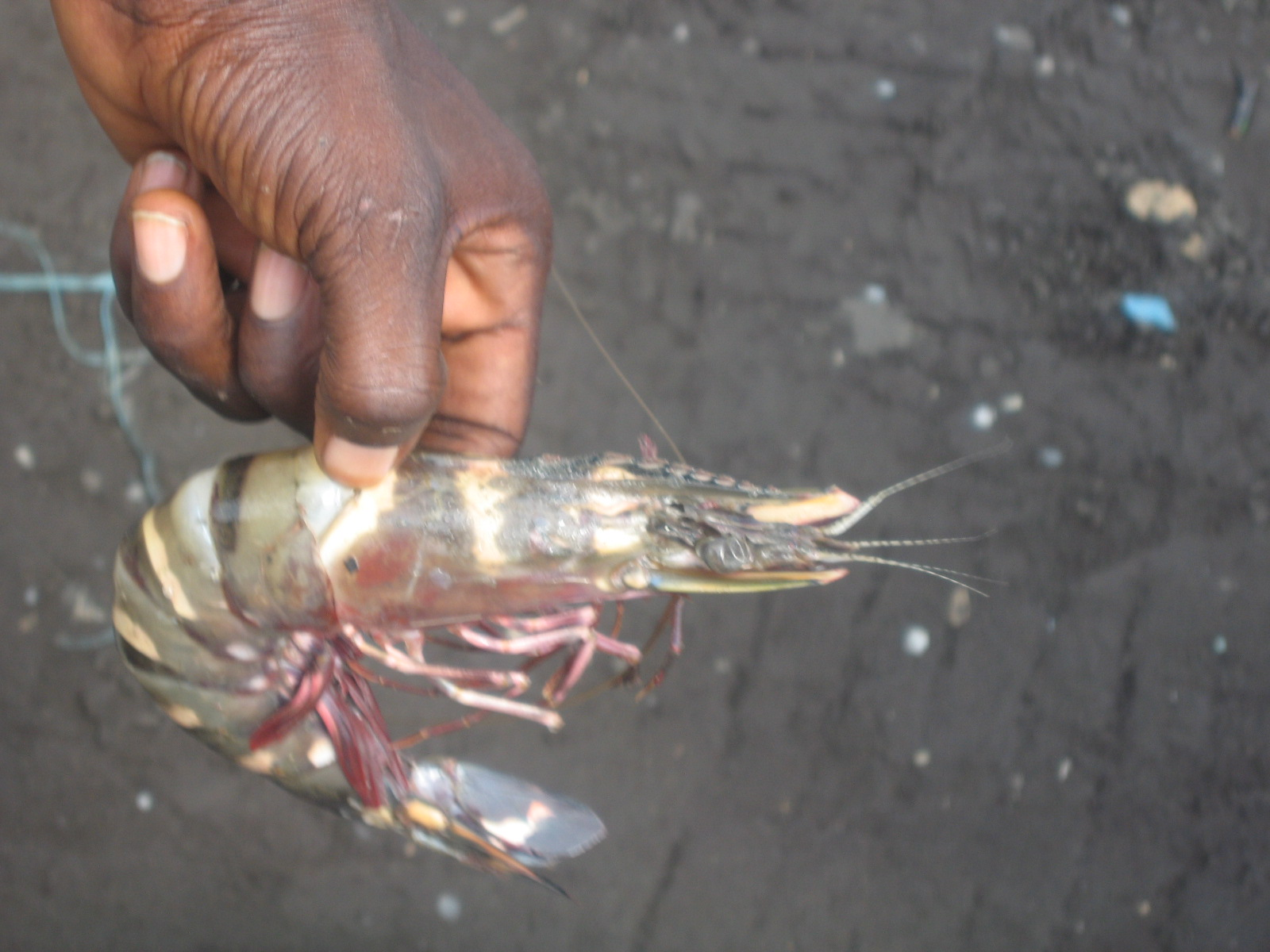
En el siglo XV los portugueses que exploraron la costa occidental de África denominaron "Camarón" a la zona costera de este país por la abundancia de camarones en ella.

De la historia de Camerún se sabe que entre los primeros habitantes del territorio del actual Camerún se encontraban los fundadores de la civilización Sao, que floreció en las riberas del Lago Chad, así como los pigmeos baka, cazadores-recolectores que todavía hoy habitan en las pluvisilvas de la zona sudoriental del país. A pesar de las relaciones existentes entre los distintos pueblos, nunca hubo una estructura estatal antes de la llegada de los colonizadores europeos en siglo XV, y así continuó hasta mediados del siglo XIX, cuando misioneros cristianos introdujeron la cultura y forma de vida europea.
En 1472, el expedicionario portugués Fernão do Pó navegó hasta la costa del actual Camerún, y remontó aguas del río Wouri. Los portugueses lo llamaron Río dos Camarōes (río de los camarones). En la actualidad, con el nombre Camarōes es como se conoce a este país en portugués. Curiosamente, el nombre no pasó al español como "Camarones". Se cree que fue corrompido por los comerciantes de otros países europeos (principalmente los Países Bajos, Francia e Inglaterra) para "Cameroon" o "Camerounh", de donde pasó como Camerún. 1196

Evolución de la colonia de Camerún hasta la formación del Estado actual, en 1961.

Durante el siglo XX, los guerreros fulani fundaron en el sur el Emirato Adamhawa, y otros pueblos del norte y del noroeste establecieron poderosas organizaciones regidas por jefes o reyes (los denominados fon).
En 1884 Alemania empezó a erigir fábricas e implantó el régimen colonial en este territorio. En 1884, Camerún se convirtió en una colonia alemana (Kamerun). Tras la derrota del Imperio Alemán en la Primera Guerra Mundial, su territorio se dividió entre Francia y el Reino Unido, como mandatos de la Sociedad de Naciones. 
El partido político Unión de los Pueblos del Camerún propugnaba la independencia, pero fue declarado fuera de la ley en la década de 1950. Hizo la guerra a las fuerzas militares francesas y camerunesas hasta 1971.

## Período precolonial
Hay restos arqueológicos que demuestran que la humanidad ha habitado el territorio de Camerún desde el Neolítico. Los pobladores que llevan más tiempo en la zona son los grupos pigmeos, como los baka. La cultura "sao" apareció alrededor del lago Chad alrededor del año 500 y dio paso al Imperio Kanem-Bornu. También aparecieron otros reinos y comunidades en el oeste, como los bamileke, los bamun y los tikar. Étnica y lingüísticamente, la mayor parte de etnias que pueblan Camerún actualmente hablan lenguas del grupo Benue-Congo en particular lenguas Cross y bantoides (una de cuyas ramas son precisamente las lenguas bantú, propiamente dichas). Precisamente la expansión bantú que afectó a la mayor parte del África subsahariana, habría empezado en Camerún hacia el 2200 a. C.
Los navegantes portugueses llegaron a la costa camerunesa en 1472. En los siglos siguientes los europeos comerciaron con los pueblos costeros mientras los misioneros se establecían en el interior.

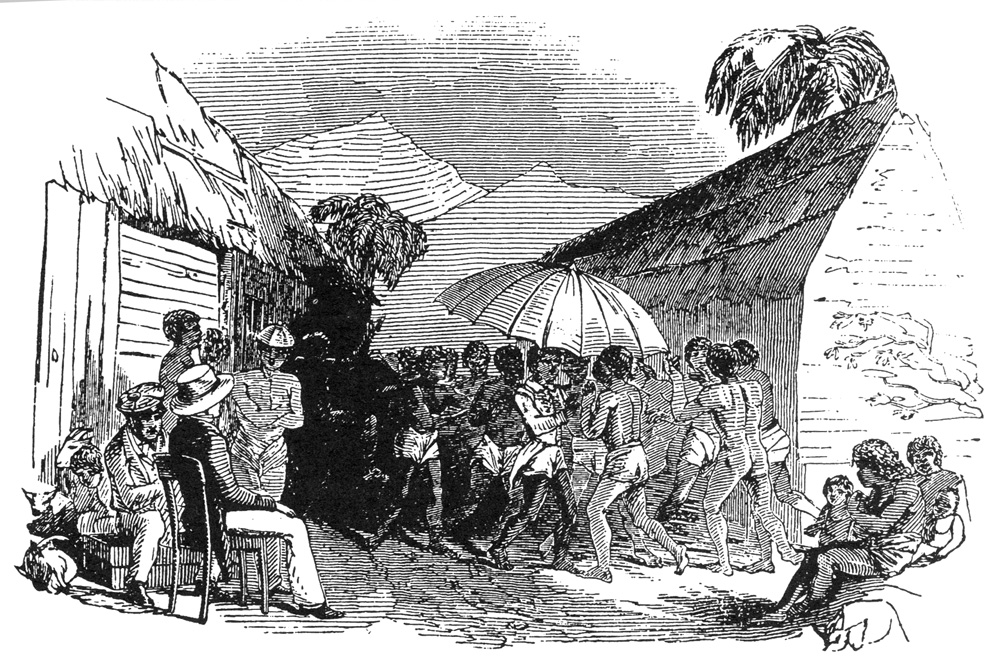
Joseph Merrick, un misionero baptista jamaicano en un funeral isubu en 1845.

A principios del siglo XIX, Modibo Adama acaudilló a los soldados fulani en una "yihad" en el norte contra los pueblos kirdi (no musulmanes) y los musulmanes que todavía conservaban elementos paganos. Los adama fundaron el emirato Adamawa, vasallo del califato de Sokoto de Usman dan fodio. Los grupos que huían de los guerreros fulani desplazaron a su vez a otros, lo que supuso una importante redistribución de la población.

## Periodo colonial

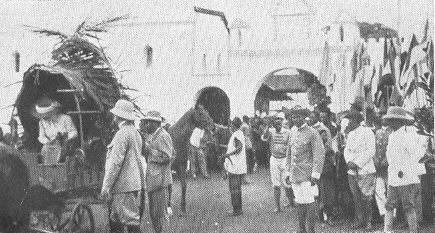
Puesto fronterizo alemán.

Después de que el Imperio Alemán reclamase el territorio como propio en 1884, pasó a ser la colonia de Camerún. Alemania está especialmente interesada en el potencial agrícola de Camerún y confía a grandes empresas la tarea de explotarlo y exportarlo. El Canciller Bismarck define el orden de prioridades de la siguiente manera: primero el comerciante, luego el soldado. Fue bajo la influencia del empresario Adolph Woermann, cuya empresa estableció una casa de comercio en Duala, que Bismarck, inicialmente escéptico sobre el interés del proyecto colonial, se convenció. Las grandes empresas comerciales alemanas (Woermann, Jantzen und Thoermalen) y las empresas concesionarias (Sudkamerun Gesellschaft, Nord-West Kamerun Gesellschaft) se establecieron masivamente en la colonia. Dejando que las grandes empresas impongan su orden, la administración simplemente los apoya, los protege y trata de eliminar las rebeliones indígenas. Realizaron cuantiosas inversiones en la infraestructura de la colonia: construcción de vías férreas, carreteras y hospitales. Sin embargo, los pueblos indígenas se mostraron reacios a trabajar en estos proyectos, así que el gobierno instigó un severo sistema de trabajo forzado. Tras la derrota de Alemania en la Primera Guerra Mundial, Camerún quedó bajo el mandato de la Sociedad de Naciones, y se dividió en el Cameroun francés y el Cameroons británico en 1919.
Los territorios adquiridos por Alemania en 1911, llamados en su conjunto Neukamerun (en español "Nuevo Camerún"), pasaron a formar parte de África Ecuatorial Francesa. Francia mejoró la infraestructura de su territorio mediante grandes inversiones, trabajadores capacitados y trabajos forzados continuados. El Camerún francés superó al británico en producto nacional bruto, educación y facilidades sanitarias. Sin embargo, estas mejoras llegaron sólo a Duala, Foumban, Yaundé, Kribi y el territorio entre ellas. La economía quedó muy ligada a la francesa; las materias primas enviadas a Europa se volvían a vender a la colonia una vez manufacturadas. Gran Bretaña administró su territorio desde la vecina Nigeria. Los nativos se quejaron de que esto los hacía “colonia de una colonia”. Se produjo un movimiento de trabajadores de procedencia nigeriana hacia el sur de Camerún, lo que eliminó la necesidad de los trabajos forzados pero causó malestar a los pueblos indígenas. Los británicos le prestaron poca atención al Camerún del norte. La línea ferroviaria Duala-Yaundé, iniciada bajo el régimen alemán, fue terminada. Miles de trabajadores fueron deportados a la fuerza a este lugar para trabajar cincuenta y cuatro horas a la semana. Los trabajadores también sufrieron de falta de comida y de la presencia masiva de mosquitos. En 1925, la tasa de mortalidad en el sitio era del 61,7%. Sin embargo, los otros sitios no fueron tan mortíferos, aunque las condiciones de trabajo fueron generalmente muy duras.

Camerún entre 1911 y 1916. Neukamerun en naranja.

El mandato de la Sociedad de Naciones se transformó en el Consejo de Administración Fiduciaria de las Naciones Unidas en 1946. La cuestión de la independencia pasó a ser un asunto candente en el Camerún Francés, donde los diferentes partidos políticos tenían ideas distintas sobre las metas y el calendario del autogobierno. En 1948, se fundó la Union des populations du Cameroun (UPC), un movimiento nacionalista, y Ruben Um Nyobe asumió el liderazgo. En mayo de 1955, los arrestos de activistas independentistas fueron seguidos de disturbios en varias ciudades del país. La represión causó varias docenas (la administración francesa enumera oficialmente veintidós, aunque los informes secretos reconocen muchas más) o cientos de muertes. La UPC está prohibida y casi 800 de sus activistas son detenidos, muchos de los cuales serán golpeados en prisión. Buscados por la policía, los activistas de la UPC se refugian en los bosques, donde forman maquis, o en el vecino Camerún británico. Las autoridades francesas reprimen estos hechos y practican detenciones arbitrarias. El partido recibe el apoyo de personalidades como Gamal Abdel Nasser y Kwame Nkrumah y la acción de Francia es denunciada en la ONU por representantes de países como India, Siria y la Unión Soviética.
La noche del 18 al 19 de diciembre de 1956 estalló una insurrección entre la población Bassa: varias decenas de personalidades anti UPC fueron asesinadas o secuestradas, puentes, líneas telefónicas y otras infraestructuras fueron saboteadas. Unidades de la guardia camerunesa reprimieron violentamente estos eventos, lo que condujo a que los campesinos se unieran al maquis. Se forman varios maquis de la UPC con sus "generales" y "capitanes" que dirigen "regimientos" (150-200 guerrilleros) y "batallones" (50 guerrilleros). Las armas son muy básicas: unas pocas armas y pistolas robadas, pero principalmente machetes, porras, arcos y flechas. Para aislar la rebelión, la población civil Bassa es deportada a los campamentos situados a lo largo de las carreteras principales. El general Lamberton, a cargo de las fuerzas francesas, ordenó: "Las cabañas o instalaciones que queden fuera de las zonas de reunión deben ser completamente arrasadas y los cultivos que las rodean deben ser destruidos. "Los aldeanos son sometidos a trabajos forzados. Los Bassa que viven en la ciudad son expulsados a su región de origen para evitar que el "virus de la protesta" se propague.
Francia ilegalizó el partido el 13 de julio de 1955, lo que desembocó en una guerra de guerrillas y el asesinato de su líder, Ruben Um Nyobé. Francia finalmente garantizó la autonomía del territorio. En el Camerún británico la cuestión era distinta, pues se debatían entre reunificarse con el Camerún francés o unirse a Nigeria.

## Tras la independencia

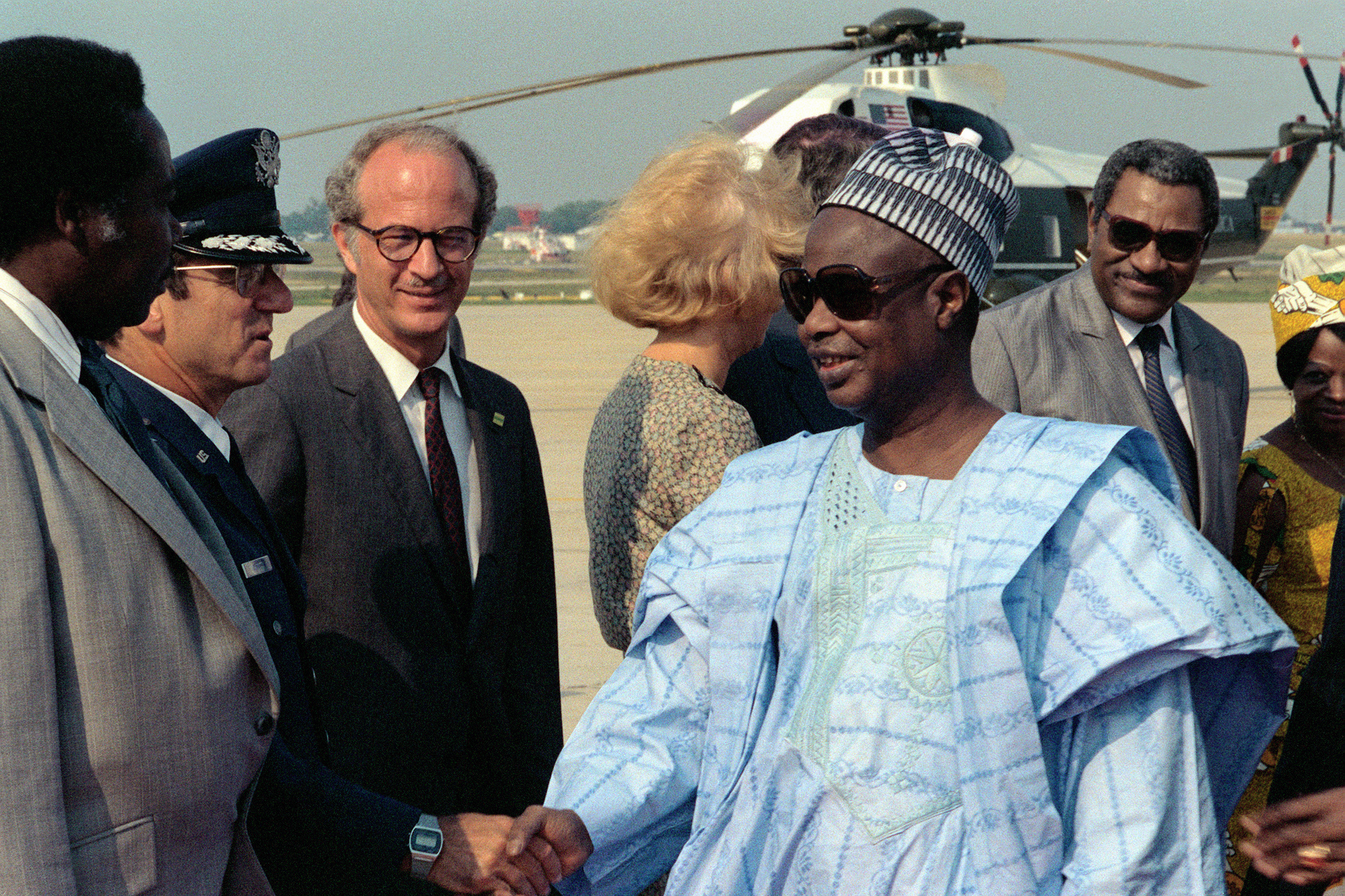
Ahmadou Ahidjo llega a Washington D. C., en julio de 1982.

El 1 de enero de 1960, el Camerún francés obtuvo la independencia. Su primer presidente fue Ahmadou Ahidjo. El 1 de octubre de 1961, el sur del Camerún británico se reunificó con el Camerún francés para formar la república de Camerún. El Camerún del norte británico optó en cambio por unirse a Nigeria. 
Durante los primeros años del régimen, el embajador francés Jean-Pierre Bénard es considerado a veces como el verdadero "presidente" de Camerún. Esta independencia es, en efecto, en gran medida teórica, ya que los "asesores" franceses se encargan de ayudar a cada ministro y tienen la realidad del poder. El gobierno gaullista mantiene su influencia en el país mediante la firma de "acuerdos de cooperación" que abarcan todos los sectores de la soberanía de Camerún. Así, en el ámbito monetario, Camerún conserva el franco CFA y confía su política monetaria a Francia. Todos los recursos estratégicos son explotados por Francia, las tropas francesas se mantienen en el país y una gran proporción de los oficiales del ejército camerunés son franceses, incluido el jefe de Estado Mayor.
La guerra con el UPC permitió a Ahidjo concentrar el poder en la presidencia. La resistencia fue finalmente suprimida en 1971, pero se continuó en estado de emergencia. Ahidjo insistió en el nacionalismo evitando el tribalismo. En 1972 se abolió el sistema federal de gobierno en favor del gobierno centralista desde Yaundé. Las autoridades multiplican las disposiciones legales que les permiten liberarse del Estado de derecho: prórroga arbitraria de la detención policial, prohibición de reuniones y concentraciones, sometimiento de publicaciones a censura previa, restricción de la libertad de circulación mediante el establecimiento de pases o toques de queda, prohibición de que los sindicatos emitan suscripciones, etc. Toda persona acusada de "comprometer la seguridad pública" se ve privada de un abogado y no puede apelar la sentencia. Las penas de cadena perpetua con trabajos forzados o pena de muerte -las ejecuciones pueden ser públicas- son, numerosas. La Unión Nacional de Camerún (CNU) pasó a ser el único partido de la nación el 1 de septiembre de 1966.
Económicamente, Ahidjo emprendió una política de liberalismo.  Camerún se convirtió en un país productor de petróleo en 1977. Con el pretexto de querer hacer reservas para tiempos difíciles, las autoridades gestionan los ingresos petroleros "extrapresupuestarios" con total opacidad. Varios miles de millones de dólares se desvían en beneficio de las compañías petroleras y los funcionarios del régimen. La influencia de Francia y de sus 9.000 nacionales en el Camerún sigue siendo considerable. La revista African Affairs señaló a principios de la década de 1980 que "siguen dominando casi todos los sectores clave de la economía, al igual que antes de la independencia". Los franceses controlan el 55% del sector moderno de la economía camerunesa y su control sobre el sistema bancario es total.

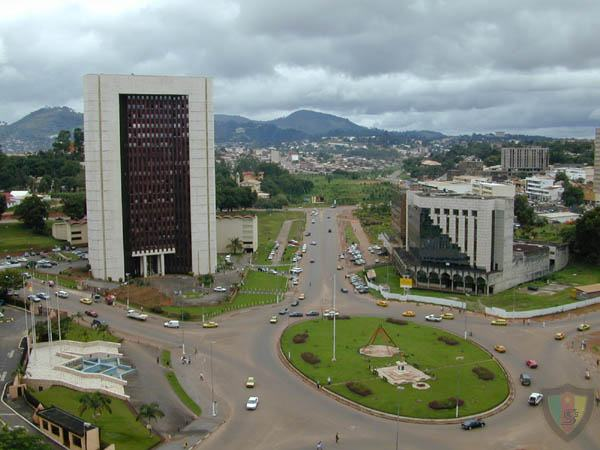
Imagen actual de la capital Yaundé, la Place du 20 mai.

Ahidjo dimitió el 4 de noviembre de 1982, dejando el poder en manos del sucesor según la constitución, Paul Biya. Sin embargo, Ahidjo siguió ejerciendo el control de la CNU, lo que conllevó una lucha de poder entre ambos presidentes. Cuando Ahidjo trató de establecer el derecho del partido a elegir al presidente Biya, sus aliados lo presionaron para dimitir. Biya celebró elecciones para los oficiales del partido y para la Asamblea Nacional de Camerún. Sin embargo, tras un golpe de Estado fallido el 6 de abril de 1984, optó por seguir el estilo de gobierno de su predecesor. Camerún obtuvo la atención internacional el 21 de agosto de 1986 cuando el Lago Nyos expelió gases tóxicos y mató entre 1.700 y 2.000 personas
El primer desafío importante de Biya fue la crisis económica que azotó el país desde mediados de los ochenta hasta finales de los noventa, resultado de la coyuntura económica internacional, la sequía, la caída de los precios del petróleo, la corrupción política y la mala gestión. Camerún pidió la ayuda extranjera, redujo los fondos para la educación, el gobierno y la salud pública, y privatizó industrias. Esto produjo el descontento de la parte anglófona del país.

## SigloXXI

### Conflicto de Bakassi
Bakassi es una península en el Golfo de Guinea entre el estuario del Río Cross y el estuario del Río del Rey en el este. El área fue administrada por Nigeria durante la era colonial. Sin embargo, después de la independencia, los esfuerzos para demarcar la frontera revelaron que un acuerdo de 1913 entre Gran Bretaña y Alemania colocó a Bakassi en el Camerún alemán y, en consecuencia, debería pertenecer a Camerún. Nigeria señaló otros documentos y acuerdos de la era colonial y su larga historia de administración para oponerse a esta narrativa. Los reclamos en competencia se volvieron polémicos después de que se descubrió petróleo en la región. Un acuerdo entre los dos países en 1975 fue descarrilado por un golpe de Estado en Nigeria. En 1981, los enfrentamientos entre las fuerzas de Nigeria y Camerún resultaron en varias muertes y casi llevaron a la guerra entre las dos naciones. La frontera vio más enfrentamientos varias veces a lo largo de la década de 1980. En 1993, la situación empeoró con el envío de grandes contingentes militares de ambos países a la región y numerosos informes de escaramuzas y ataques contra civiles. El 29 de marzo de 1994, Camerún remitió el asunto a la Corte Internacional de Justicia (CIJ).
En octubre de 2002, la Corte Internacional de Justicia falló a favor de Camerún. Sin embargo, el fallo fue resistido por Nigeria. La presión de la ONU y la comunidad internacional y la amenaza de la retirada de la ayuda exterior finalmente obligaron a Nigeria a aceptar y en 2006 el Acuerdo de Greentree estableció un plan para la transferencia de la administración durante dos años. La transferencia se logró con éxito, pero muchos habitantes de la península conservaron su ciudadanía nigeriana y siguen insatisfechos con la transición. La violencia de bajo nivel continuó hasta que quedó subsumida en la crisis anglófona en 2017.

### Protestas del 2008
En febrero de 2008, Camerún experimentó disturbios violentos generalizados cuando una huelga de trabajadores del transporte que se oponían a los altos precios del combustible y las malas condiciones laborales. Estos hechos coincidieron con el anuncio del presidente Paul Biya de que quería que se enmendara la constitución para eliminar los límites de mandato. Estaba previsto que Biya dejara el poder al final de su mandato en 2011. Después de varios días de disturbios generalizados, saqueos e informes de disparos en las principales ciudades, finalmente se restableció la calma después de una represión con miles de detenidos y al menos varias docenas de fallecidos. El gobierno anunció precios más bajos del combustible, aumentos en los salarios de los militares y funcionarios públicos y reducción de los aranceles sobre alimentos y materiales de construcción clave. Muchos grupos de oposición denunciaron hostigamiento y restricciones a la expresión, las reuniones y la actividad política a raíz de las protestas. En última instancia, se revocaron los límites del mandato constitucional y Biya fue reelegido en 2011 en una elección criticada por la oposición y los observadores internacionales como plagada de irregularidades y baja participación.

### Insurgencia del Boko Haram
En 2014, la insurgencia de Boko Haram se extendió a Camerún desde Nigeria. En mayo de 2014, tras el secuestro de la niña de Chibok, los presidentes Paul Biya de Camerún e Idriss Déby de Chad anunciaron que estaban librando una guerra contra Boko Haram y desplegaron tropas en la frontera norte de Nigeria. Camerún anunció en septiembre de 2018 que Boko Haram había sido repelido, pero el conflicto persiste en las zonas fronterizas del norte.

### Crisis anglófona
Los líderes de la antigua zona británica habìan venido pidiendo en los últimos años mayor autonomía o la secesión en lo que sería la República de Ambazonia. En noviembre de 2016 estallaron grandes protestas en las regiones anglófonas de Camerún. En septiembre de 2017, las protestas y la respuesta del gobierno se convirtieron en un conflicto armado, en el que los separatistas declararon la independencia de Ambazonia y comenzaron una guerra de guerrillas contra el ejército de Camerún. El 1 de octubre de 2017, Sisiku Ayuk declara simbólicamente la independencia de la República de Ambazonia, desencadenando una represión por parte de la fuerza policial que resulta en muertes, lesiones, disturbios, barricadas, manifestaciones y toque de queda. En enero de 2018, Nigeria tenía entre 7,000 y 30,000 refugiados relacionados con el conflicto y la represión luego de esta declaración de independencia. El 5 de enero de 2018, miembros del gobierno interino de Ambazonia, incluido el presidente Sisiku Julius Ayuk Tabe, fueron arrestados en Nigeria y deportados a Camerún. Luego fueron arrestados y pasaron 10 meses en una sede de la gendarmería antes de ser transferidos a una prisión de máxima seguridad en Yaundé. Un juicio comenzó en diciembre de 2018. El 4 de febrero de 2018, se anunció que  Samuel Ikome Sako se convertiría en Presidente interino de la República Federal de Ambazonia, sucediendo temporalmente a Tabé. Su presidencia vio la escalada de la guerra y su propagación a todo el sur de Camerún. El 31 de diciembre de 2018, Ikome Sako declaró que el 2019 vería la transición de una guerra defensiva a una guerra ofensiva y que los separatistas lucharían por la independencia de facto sobre el terreno. Para el año 2022, el conflicto ha dejado miles de niños sin hogar y sin acceso a establecimientos educacionales.